# Yisa Yu
Yisa Yu, también conocida como Yu Kewei (chino: 郁 可 唯, pinyin: Yù KeWei) y por su nombre verdadero como Yu Yingxia (chino: 郁英霞) (Chengdu, Sichuan; 23 de octubre de 1983) es una cantante china. Ella comenzó a cantar en bares y participó en varios concursos de canto. Su carrera despegó después de que ella logró ocupar, el cuarto lugar a nivel nacional en la temporada 2009 de Super Girl, difundida por la red Hunan TV. Sus fanes la llaman Yu Jin Xiang (郁金香), que significa "tulipán"; llamada así personalmente por Yisa.

## Biografía

### Primeros años
Yisa Yu nació y se crio en Chengdu, Sichuan, sus padres trabajaron en el Aircraft Industry Group Chengdu. Estudió idiomas, entre ellos el inglés en la Universidad de la Facultad de Electrónica de Ciencia y Tecnología. Tomó clases de canto brevemente ante la insistencia de su padre, pero no pudo completar.  En la universidad, Yu participó en un concurso de canto a nivel nacional, que fue organizado solo para estudiantes universitarios y derrotó a Li Yuchun, para ganar el premio de oro.

### Carrera
Después de su graduación, Yu trabajó en una empresa durante unos meses antes de dejar de ser cantante, en el famoso bar de música llamado Fudi Lianhua. Durante ese tiempo y antes de participar en Super Girl en la temporada 2009, ella grabó varias canciones y lanzó tres álbumes de cobertura.
En 2005 Yu audicionó y fracasó, por la competencia en el Chengdu Super Girl. Al año siguiente hizo una prueba de nuevo, solo para fallar una vez más. No contenta con el resultado, ella viajó a Guangzhou, para participar en un concurso a nivel local, donde llegó al puesto número 20, antes de ser eliminada. Su tercer intento, en 2009, finalmente le aterrizó entre los ganadores en Chengdu para calificar en Super Girl a nivel nacional. Allí se ganó el primer partido entre los diez primeros, para figurar en la portada de la revista Elle y en la compilación de un Cover Girls.  Entonces ella fue capaz de llegar a los cuatro primeros antes de ser eliminada.

## Discografía
| Álbum # | Título                            | Fecha de lanzamiento | Etiqueta             |
| ------- | --------------------------------- | -------------------- | -------------------- |
| 1st     | Blue Shorts(蓝短裤)               | 5 de mayo de 2010    | Rock Records Pte Ltd |
| 2nd     | Add a Little Happiness (微加幸福) | 30 de junio de 2011  | Rock Records Pte Ltd |
| 3rd     | Lost Love (失恋事小)              | 23 de julio de 2012  | Rock Records Pte Ltd |

### Bandas sonras de películas
时间煮雨
| Año  | Título                         | Película   |
| ---- | ------------------------------ | ---------- |
| 2013 | Time Boils the Rain (时间煮雨) | Tiny Times |

### Álbumes de versiones
First two albums were released under her real name, Yu Ying Xia (郁英霞).
| Álbum # | Título                                     | Fecha de lanzamiento     | Etiqueta                     |
| ------- | ------------------------------------------ | ------------------------ | ---------------------------- |
| 1st     | Paramount (百乐门)                         | 7 de abril de 2008       | Shenzhen Co.                 |
| 2nd     | Cabaret (茴香小酒馆) (a.k.a Fennel Bistro) | 19 de septiembre de 2008 | Shenzhen Co.                 |
| 3rd     | So Charmed Yu's Sound! (郁音绕梁)          | 3 de septiembre de 2009  | Guangdong Audio-Visual Press |